# Herbert Druce
Herbert Druce (Londra, 14 luglio 1846 – Londra, 11 aprile 1913) è stato un entomologo britannico.
Le sue collezioni furono acquistate da Frederick DuCane Godman (1834-1919) e Osbert Salvin (1835-1898), prima di essere trasferite presso il Natural History Museum di Londra.

## Alcune opere
- 1872 - Descriptions of new genera and species of Lepidoptera from Costa Rica. Cistula entomologica, 1: 95–118. (con Arthur Gardiner Butler).
- 1875 - A list of the collection of diurnal Lepidoptera made by Mr. J. J. Monteiro, in Angola, with descriptions of some new species
- 1881 - Biologia centrali-americana oppure Contributions to the knowledge of the fauna and flora of Mexico and Central America. Insecta. Lepidoptera-Heterocera (con Frederick DuCane Godman, Osbert Salvin e Thomas de Grey Walsingham)
- 1891 - The story of the rear column of the Emin Pasha Relief Expedition (con Frederick DuCane Godman, Richard Bowdler Sharpe, Osbert Salvin e Henry Walter Bates)
- 1899 - Descriptions of some new species of Heterocera from tropical America
- 1906 - Descriptions of some new species of Heterocera from tropical South America
- 1907 - On Neotropical Lycaenidae, with Descriptions of New Species. Proceedings of the Zoological Society of London, 5: 566–632, pls. 31–36.